# Campeonato Reina de Reinas de AAA
Il Campeonato Reina de Reinas de AAA (in lingua inglese AAA Reina de Reinas Championship) è un titolo utilizzato dalla Lucha Libre AAA Worldwide e corrisponde al massimo titolo femminile della federazione messicana. 

Il titolo è attivo dal 18 maggio 2011 ed è uno dei più importanti all'interno dell'intero panorama della Lucha Libre messicana.

## Storia
Il campionato esiste dal 1999 ed è l'unico dedicato alla sezione femminile utilizzato in AAA. 

Fino alla fine fu un campionato combattuto regolarmente ma anche il trofeo di un torneo dove la vincitrice veniva incoronata "Queen of Queens" (Regina delle Regine). 

Nel 2011 fu vinto e detenuto da un uomo (Pimpinela Escarlata) che vinse un match lottando tra sette donne. 

Nel 2012 fu disputato un nuovo torneo a Tokyo in Giappone che fu vinto da Sexy Star.

## Albo d'oro
| Lottatore           | Regni | Data              | Luogo             | Note |
| ------------------- | ----- | ----------------- | ----------------- | --- |
| Xóchitl Hamada      | 1     | 19 febbraio 1999  | Puebla            | Sconfisse Miss Janeth, Rossy Moreno ed Esther Moreno in un four-way match. |
| Esther Moreno       | 1     | 6 ottobre 1999    | San Luis Potosí   | |
| Vacante             |       |                   |                   | Reso vacante per infortunio della detentrice. |
| Rossy Moreno        | 1     | 20 febbraio 2000  | Morelia           | Sconfisse Xóchitl Hamada, Martha Villalobos e Miss Janeth nella finale di un torneo. |
| Lady Apache         | 1     | 17 febbraio 2001  | Veracruz          | Sconfisse Miss Janeth, Tiffany e Alda Moreno. |
| Esther Moreno       | 2     | 23 febbraio 2002  | Veracruz          | Sconfisse Miss Janeth, Martha Villalobos e Lady Apache nella finale di un torneo. |
| Martha Villalobos   | 1     | 4 maggio 2002     | Reynosa           | |
| Tiffany             | 1     | Febbraio 2003     |                   | Sconfisse Lady Apache nella finale di un torneo. |
| Lady Apache         | 2     | 1º febbraio 2004  | Zapopan           | |
| Tiffany             | 2     | 20 febbraio 2005  | Città del Messico | Sconfisse Lady Apache nella finale di un torneo. |
| Miss Janeth         | 1     | 18 febbraio 2006  | Orizaba           | Sconfisse Martha Villalobos, Cynthia Moreno e La Diabólica nella finale di un torneo. |
| Tiffany             | 3     | 25 marzo 2007     | Hidalgo           | Sconfisse Sexy Star, Cynthia Moreno, Rossy Moreno, Miss Janeth e Faby Apache in una Battle royal match. |
| Faby Apache         | 1     | 28 maggio 2008    | Morelia           | Sconfisse Ayako Hamada e Mari Apache nella finale di un torneo. |
| Sexy Star           | 1     | 26 settembre 2009 | Monterrey         | In un "Bull Terrier" match. |
| Mari Apache         | 1     | 14 agosto 2010    | Orizaba           | Disputato come Six-woman tag team match dove la campionessa (Sexy Star) ed il detentore del titolo AAA World Mixed Tag Team Championship Alex Koslov e Christina Von Eerie affrontarono Mari Apache, Faby Apache e Aero Star con entrambi i titoli in palio. Mari schienò Sexy Star e vinse il titolo femminile. |
| Pimpinela Escarlata | 1     | 31 luglio 2001    | Guadalajara       | Pimpinela Escarlata è un uomo e vinse combattendo in un eight-way elimination match, che coinvolse anche Cynthia Moreno, Faby Apache, Jennifer Blake, Lolita, Mickie James e Sexy Star. |
| Sexy Star           | 2     | 16 dicembre 2011  | Puebla            | In un lumberjack match. |
| Vacante             |       | 19 febbraio 2013  |                   | Sexy Star rese vacante il titolo per maternità. |
| Faby Apache         | 2     | 17 marzo 2013     | Monterrey         | Sconfisse LuFisto, Mari Apache e Taya in un four-way match della finale di un torneo. |
| Taya                | 1     | 17 agosto 2014    | Città del Messico | |
| Ayako Hamada        | 1     | 19 marzo 2017     | Monterrey         | |
| Taya                | 2     | 21 aprile 2017    | Tijuana           | Vinse un no disqualification match. |
| Vacante             |       | 1º luglio 2017    |                   | Il Direttore dei Talenti ampiro Canadiense dichiarò il titolo vacante. |
| Sexy Star           | 3     | 16 luglio 2017    | Monterrey         | Sconfisse Lady Shani, Faby Apache, Goya Kong, La Hiedra e Big Mami. |
| Vacante             |       | 4 settembre 2017  |                   | Stella ferito a causa legittimamente a Rosemary dopo il combattimento in TripleMania XXV di modo anti-professionale. |
| Lady Shani          | 1     | 1 ottobre 2017    | Monterrey         | Ha sconfitto Ayako Hamada per il campionato vacante. |
| Faby Apache         | 3     | 26 gennaio 2018   | Città del Messico | |
| Lady Shani          | 2     | 2 dicembre 2018   | Aguascalientes    | Ha sconfitto Faby Apache, La Hiedra e Scarlett Bordeaux. |